# Geir Rönning
Geir Rönning (nacido el 5 de noviembre de 1962) es un cantante y compositor de Ålesund, Noruega. Posteriormente se mudó a la capital, Oslo, en los años 80, y posteriormente a Estocolmo, Suecia, donde empezó su carrera musical. Más tarde se trasladó a Finlandia, a quien representó en el Festival de la Canción de Eurovisión en 2005. Volvió a Noruega en 2006 para intentar, aunque fallidamente, representar a  Noruega en Eurovision con la canción "Jorun Erdal". En 2010 volvió a intentar presentarse para Eurovisión, aunque esta vez de nuevo con Finlandia. El mismo año tomó parte de Idol 2010 quedando en la posición siete.

## Carrera musical

### Melodi Grand Prix (1994-1997)
En 1994 Geir empezó su carrera como compositor. En dicho año compuso Gi alt vi har, que fue realizada por Jahn Teigen —una leyenda y estrella de la música noruega— en Melodi Grand Prix en 1994, la selección nacional para el Festival de la Canción de Eurovisión. Desde 1994 hasta 1997, Geir escribió cuatro canciones, realizando tres de ellas en el Melodi Grand Prix.

### Traslado a Finlandia
En la época del cambio de milenio, Geir se estableció en Finlandia, donde se convirtió en el cantante líder de la banda de rock 'n' roll Leningrad Cowboys. Geir también viajó fuera de los países nórdicos haciendo giras musicales en Albania, Rumanía, Inglaterra y en Estados Unidos.

### Eurovisión finlandés 2002, 2004
En 2002 Geir volvió a una serie derivada de Eurovisión. Este año participó en la final nacional de Finlandia, por primera vez, con la balada I Don't Wanna Throw It All Away, terminando tercero. Volvió de nuevo a la fase final nacional de Finlandia en 2004, esta vez acabando quinto con I Don't Need To Say.

### Festival de la canción de Eurovisión 2005
Finalmente en 2005 Geir se las arregló para ganar la final de Eurovisión en Finlandia con la canción "Why?", una balada que trataba sobre el terror en la tragedia de Beslán en Rusia. Geir acabó en el puesto 18 con 50 puntos en la semifinal del Festival de la Canción de Eurovisión 2005, en cuyo año la final se realizó en la capital de Ucrania, Kiev. Tenía que estar entre los diez primeros para pasar a la final.

### Melodi Grand Prix 2006
A pesar de su participación en Eurovisión en 2005, Geir quería intentarlo de nuevo, esta vez representando a su país natal Noruega. Al ser uno de los dos actos más populares (de seis) en la semifinal en Alta, al norte de Noruega, Geir y su compañero Jorun Erdal se clasificaron directamente para la final del Melodi Grand Prix 2006, realizando la canción de ABBA Lost And Found, escrita por tres compositores experimentados de Suecia. En la final en Noruega, realizada en el Spektrum acabaron en la posición cuatro de ocho.

### Eurovisión finlandés 2010
Geir también participó en las clasificaciones para el Festival de Eurovisión para representar de nuevo a Finlandia.

### Idol 2010 en Suecia
En 2010 alcanzó las finales del "Idol 2010" de Suecia. Fue eliminado el 5 de noviembre, acabando en la posición número siete.

## Discografía

### Álbumes
- 1996: Første gang
- 2005: Ready for the Ride
- 2008: Bare du som vet
- 2016: Längtan

### Sencillos
- 2002: "I Don't Wanna Throw It All Away"
- 2004: "I Don't Need to Say"
- 2005: "Why?"
- 2006: "Lost and Found" (Jorun Erdal y Geir Rönning)